# Centaurea odessana
Centaurea odessana là một loài thực vật có hoa trong họ Cúc. Loài này được Prodan mô tả khoa học đầu tiên.